# 泪痕

泪痕(1979)电影海报

《泪痕》原名《新来的县委书记》，是1979年北京电影制片厂拍摄的以反映文革为题材的电影。在1980年举行的第三届电影百花奖的评选中被评为最佳影片以及文化部1979年优秀影片奖两项殊荣。李文化导演:303，李仁堂，谢芳，邵万林等出演。
电影是北京电影制片厂向山西作家孙谦、马烽约定的稿本。电影开拍前曾因外国片、香港片的大量涌入有过可能停拍的波折。